# Cacatua-negra-de-cauda-vermelha

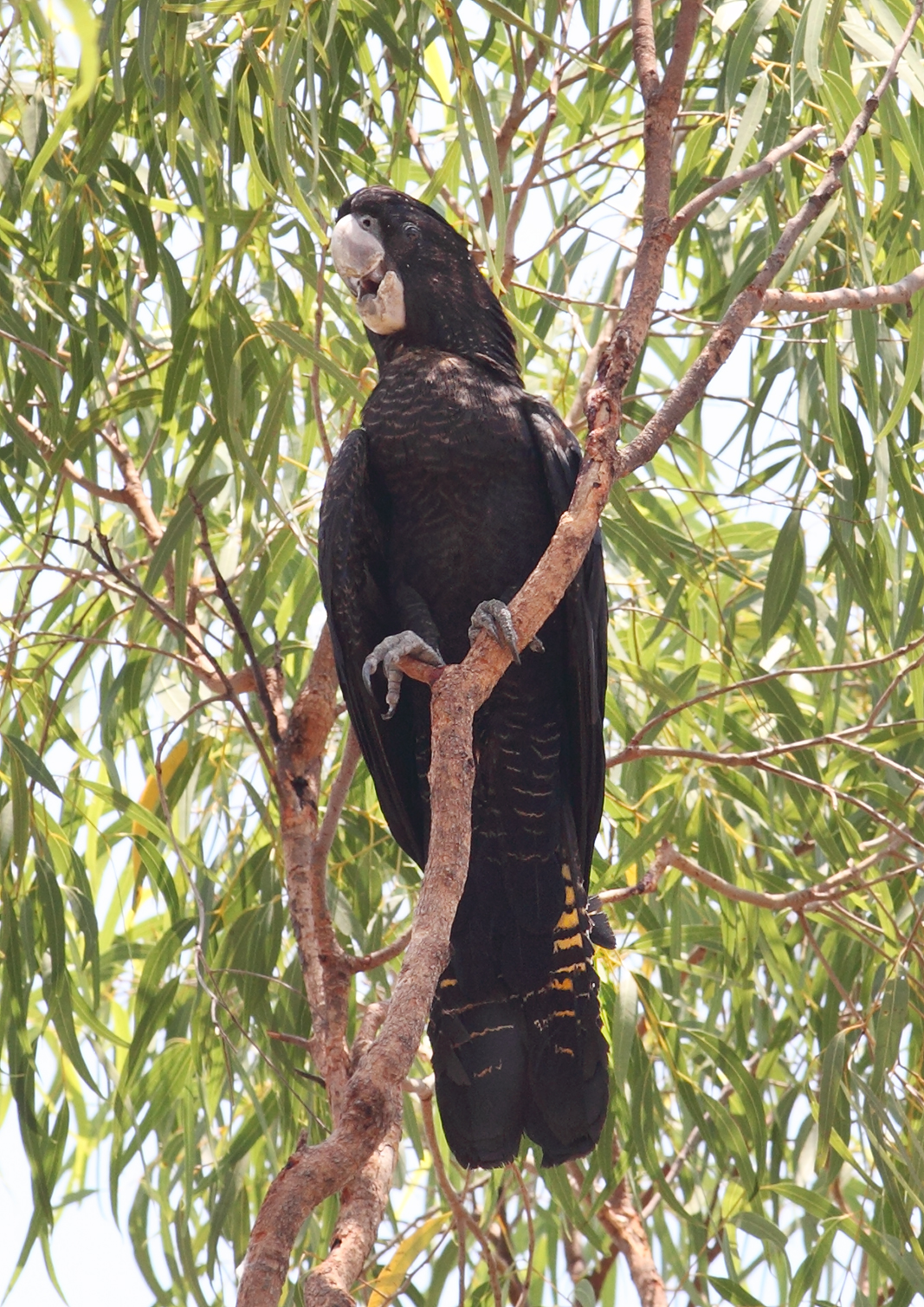
Fêmea, Território do Norte

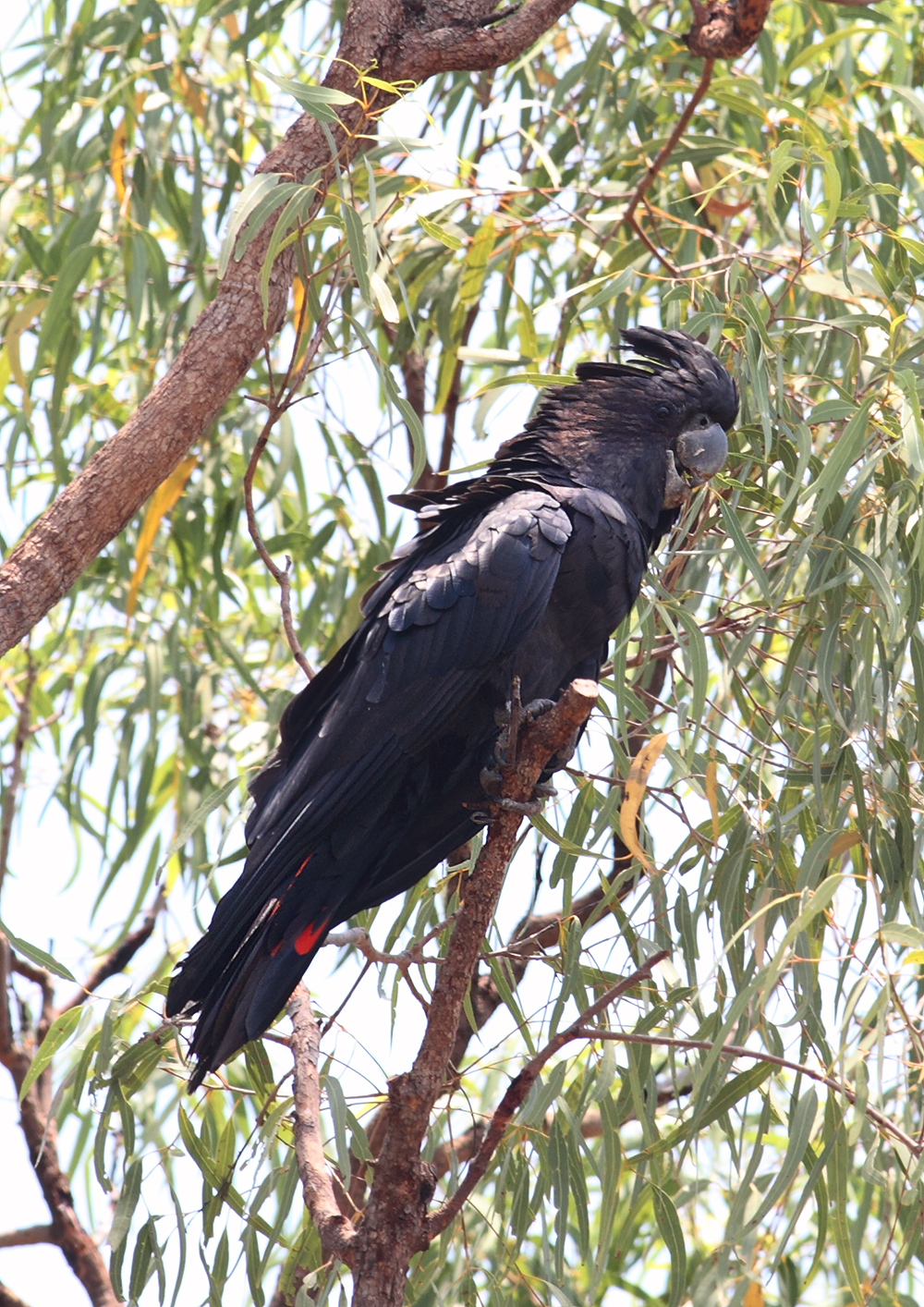
Macho, Território do Norte

A cacatua-negra-de-cauda-vermelha, catatua-preta-de-cauda-vermelha ou catatua-de-cauda-vermelha (Calyptorhynchus banksii) é uma ave da ordem Psittaciformes que pode chegar a 60 centímetros de comprimento e viver até 70 anos. O nome do gênero é derivado das palavras gregas calyptos (escondido) e rhynchus (bico). Cacatuas negras de cauda vermelha aprendem a voar com cerca de 4 meses de vida e tem pés zygodactyl, isto é, dois dedos virados para a frente e dois para trás, que lhes permitem agarrar e manipular objetos com apenas um pé enquanto se apoia no outro. Assim como na maioria das cacatuas e papagaios, as Cacatuas negras são quase exclusivamente canhotas. A coloração preta pode fazer com que algumas pessoas à confundam com a cacatua-das-palmeiras (Probosciger aterrimus). Seu bico é especializado em quebrar sementes: a maxila superior é maior que a inferior, e o encaixe garante certa mobilidade. O bico termina em um gancho pontudo, que a cacatua utiliza para se alimentar e para escalar. A língua é grossa e áspera.

## Descrição
Foi descrita pela primeira vez em 1790 pelo naturalista britânico John Latham, que a classificou como Psittacus banksii. A espécie só recebeu o nome Calyptorhynchus banksii em 1826 do zoólogo francês Anselme Gaëtan Desmarest. Essa espécie possuí dimorfismo sexual: O macho adulto é totalmente negro, com exceção do lado da cauda que é vermelho brilhante. No topo do cabeça possuí uma longa crista de penas que começa a partir da frente e vai até o nuca. O bico é cinza escuro; Já as fêmeas são ligeiramente menores, com uma plumagem marrom escuro com listras de cor amarelo-laranja na mesma cauda e  peito. As asas são cobertas de pequenas manchas amarelas. Os machos juvenis se parecem com as fêmeas. Além de maiores, os machos também costumam ser um pouco mais pesados. Um macho adulto pesa entre 670 e 920 gramas, enquanto as fêmeas pesam entre 615 a 870 gramas. Além das diferenças físicas, machos também possuem vocalizações específicas, provavelmente para atrair as fêmeas. Seu penacho pode abaixar e levantar, dependendo de seu estado de humor.

### Subespécies
São conhecidas cinco subespécies dessa ave, todas habitando a Austrália e com pouca diferença genética entre elas:
- Calyptorhynchus banksii banksii: É a maior subespécie e tem um bico de tamanho moderado.
- Calyptorhynchus banksii graptogyne: É a menor dos cinco subespécies,. A subespécie e seu habitat são objeto de um plano de recuperação nacional. No ano de 2007 os proprietários de terras locais estão sendo reembolsados por auxiliar na regeneração de habitat adequado.
- Calyptorhynchus banksii macrorhynchus: As fêmeas não têm coloração vermelha nas suas caudas.
- Calyptorhynchus banksii naso  É encontrada no canto sudoeste da Austrália Ocidental entre Perth e Albany e tem o maior bico dentre as subespécies
- Calyptorhynchus banksii samueli: Existe em quatro populações dispersas: no centro litoral Austrália Ocidental do Pilbara sul para o norte Wheatbelt nas proximidades de Northam, e cursos para o interior do rio na Austrália central, sudoeste Queensland e o superior Darling River sistema no Western New South Wales.[9]

## Filogenia
Um estudo filogenético de 1999 utilizando a cacatua preta de cauda vermelha apoiou a hipótese de que as cacatuas se originaram na Austrália antes dos períodos Paleogeno e Neogeno e que o gênero Cacatua diversificou em duas radiações separadas para as ilhas da Indonésia, Nova Guiné e Pacífico Sul. Concluiu-se que a primeira cacatua existente a divergir das cacatuas ancestrais foi a cacatua-das-palmeiras (Probosciger aterrimus), seguida por um subclado contendo as cacatuas negras. Muitas das características fenotípicas diagnósticas das espécies de cacatuas, como formato da asa, tamanho do corpo, cor da plumagem e morfologia do bico, evoluíram paralelamente ou convergentemente entre as linhagens.

## Comportamento
As Cacatuas-negras-de-cauda-vermelha são diurnas, barulhentas, e levemente capazes de imitir a voz humana. São vistas voando alto em pequenos bandos, mas no norte da Austrália ou em áreas de alimentação podem ser vistas em bandos de mais de cem indivíduos. Geralmente são tímidas perto dos seres humanos, mas costumam se dar bem com outras cacatuas desde que haja alimento suficiente para todas.

## Alimentação
A cacatua-negra-de-cauda-vermelha se alimenta de frutas, bagas, larvas, insetos e sementes (especialmente da árvore Corymbia calophylla. As árvores das quais as cacatuas-pretas-de-cauda-vermelha se alimentam tem um número significativamente maior de sementes por fruto, o que pode significar que elas forrageiam seletivamente árvores com frutos que têm um rendimento de sementes mais alto. O método que as cacatuas usam para selecionar essas árvores no entanto ainda é desconhecido. Elas também penetram em terras agrícolas e pomares (Sobretudo aqueles que são feitos em cima da vegetação nativa) para comer nabos, rabanetes, melões, amendoins e outros produtos agrícolas, tornando-se uma praga para alguns fazendeiros.

## Habitat e reprodução
A cacatua-negra-de-cauda-vermelha vive em uma grande variedade de habitats da Austrália: Pastagens, matagais, florestas tropicais densas, florestas de acácia e florestas de eucalipto. Estas aves geralmente fazem seus ninhos em eucaliptos, mas dependendo da região podem usar outras árvores.
Para colocar seus ovos, as cacatuas costumam escolher árvores altas e isoladas, para que possam entrar e sair do ninho sem dificuldades. Uma mesma árvore pode ser usada por vários anos. Os ovos são colocados na parte inferior de um tronco oco, entre março e dezembro. A cavidade pode ter de um a dois metros de profundidade, e o diâmetro da entrada pode variar de 25 à 50 centímetros. A fêmea põe um único ovo (Em casos raros, dois) e o período de incubação dura entre 29 e 31 dias. Ao nascer, o filhote apresenta uma plumagem amarela (Semelhante as fêmeas) e é alimentado por ambos os pais.

## Migração
No norte, a maioria das cacatuas foge das áreas de alta umidade durante a estação chuvosa. Em outras partes do país, os movimentos migratórios estão diretamente relacionados à  alimentação. No sul da Austrália, os movimentos são realizados na direção norte-sul e não estão necessariamente ligados à s estações.

## Relação com os seres humanos

### Ameaças
As principais ameaças para a cacatua-negra-de-cauda-vermelha são a destruição de seu hábitat natural e a captura de indivíduos para servirem de animais de estimação. A cacatua-preta-de-cauda-vermelha é protegida pela Lei Australiana de Proteção ao Meio Ambiente e Conservação da Biodiversidade de 2001. O pássaro faz parte de um censo anual, que é realizado todos os anos desde 2009 para acompanhar a mudança na população das cacatuas.

### Cativeiro
A cacatua-negra-de-cauda-vermelha é um animal frequentemente capturado para servir de mascote (O que é amplamente reprovado por entidades de proteção aos animais devido esta ser uma espécie migratória) por sua beleza e capacidade moderada de imitar a voz humano (Elas conseguem fazer isso modificando o ar que flui sobre a siringe para fazer sons). Em cativeiro costumam viver um pouco menos do que na natureza, mas são capazes de se reproduzir. Os machos adultos se tornam agressivos com os filhotes logo após a emplumação (Por considerar os filhotes como já sendo adultos) e devem ser separados se forem criados na mesma gaiola. Podem ser encontradas em zoológicos de vários países do mundo.

### Representações culturais
Uma história aborígine do oeste de Arnhem Land é a da Cacatua Negra e seu marido Corvo, que vestiram penas pretas após serem abatidos por uma doença do mar. Com medo de serem enterrados vivos, eles se transformam em pássaros e voar alto no céu.